# Thomas Townshend (député)
L'honorable Thomas Townshend (2 juin 1701 - 21 mai 1780) est un homme politique britannique.

## Biographie

### Vie privée
Il est le deuxième fils de Charles Townshend, 2e vicomte Townshend et sa première épouse l'honorable Elizabeth Pelham.
Il fait ses études au Collège d'Eton en 1718 et est admis au Collège King, Cambridge puis au Lincoln's Inn en 1720.

### Vie publique
Il est élu député Whig pour Winchelsea aux élections générales britanniques de 1722 et nommé sous-secrétaire d’État de son père en 1724. Lors des élections générales britanniques de 1727, il est réélu pour les universités de Hastings et de Cambridge et choisit de représenter Cambridge. Il est nommé caissier de l'échiquier en 1727 et occupe ce poste jusqu'à la fin de ses jours. En 1730, son père quitte ses fonctions et Townshend perd son poste de sous-secrétaire. Il est réélu sans opposition à l'Université de Cambridge aux élections générales britanniques de 1734 et est nommé secrétaire de William Cavendish, 3e duc de Devonshire, lord lieutenant d'Irlande en 1739. Il est réélu sans opposition en 1741 et 1747.
Il est nommé député de l'Université de Cambridge en 1754, 1761 et 1768. Il assiste régulièrement aux séances du Parlement et prononce des discours à l'occasion.
En 1752 Thomas Townshend achète Frognal House (en), près de Sidcup, dans le Kent.

## Famille
Il épouse, le 2 mai 1730, Albinia Selwyn (1705-1739), fille de John Selwyn et de Mary Farrington. Ils ont quatre enfants.
- Albinia Townshend (1731 - 18 septembre 1808) épouse George Brodrick (3 octobre 1730 - 22 août 1765), dont descendance ;
- Thomas Townshend, 1er vicomte Sydney (24 février 1733 - 30 juin 1800) épouse Elizabeth Powys (7 avril 1736 - 1er mai 1826), dont descendance ;
- Henry Townshend (26 septembre 1736 - 24 juin 1762), célibataire, sans enfants ;
- Charles Townshend (? - 10 août 1799), célibataire, sans enfants.